# Artículo 272 del Código Penal de Perú
El artículo 272 del Código Penal de Perú del año 1863 penalizó la homosexualidad en todo el territorio peruano, imponiendo sanciones que reprimían la actividad homosexual. El 27 de julio de 1924 se promulgó un nuevo Código Penal que eliminaba el delito de sodomía, despenalizando la homosexualidad en el Perú.

## Historia

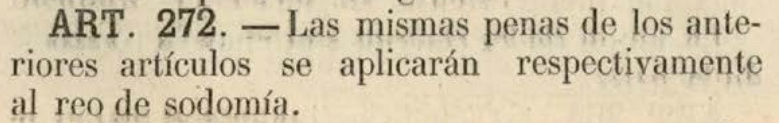
Fragmento del artículo 272 del Código Penal de 1863

Tras la independencia del Perú del dominio peninsular, la nueva república heredó el corpus legislativo de la época virreinal compuesto por las Siete Partidas, la Novísima Recopilación y la Recopilación de leyes de Indias, sin conseguirse un texto unificado. En dichos textos jurídicos se explicitaba la homosexualidad como delito y como «pecado nefando». Así mismo, se reprimía las conductas homosexuales siguiendo la costumbre implantada por la Santa Inquisición.
Con el advenimiento de la Confederación Peruano-Boliviana, el general Santa Cruz impuso el código penal boliviano a la nueva nación unificada, pero tras su disolución en 1839, el país volvió a quedar sin un código penal único. El Congreso hizo esfuerzos por legislar en este sentido y nombró comisiones para la redacción del cuerpo normativo. El resultado fue el Código Penal de 1863, promulgado el 10 de marzo de ese año. De acuerdo con el artículo 272, el responsable del delito de sodomía era reprimido con las mismas penas impuestas a los autores de los delitos referentes a la violación y al estupro, que variaban entre 3 y 6 años de prisión.

Art. 272. — Las mismas penas de los anteriores artículos se aplicarán respectivamente al reo de sodomía.
Código Penal de 1863

Con el nuevo siglo, los juristas intentaron una nueva reforma penal, ya que el código de 1863 adolecía de vacíos. No fue hasta 1924 que se aprobó un nuevo Código Penal, durante el Oncenio de Leguía. Este nuevo código se componía de 418 artículos divididos en 4 libros, entre los cuales ya no figuraba explícitamente el delito de sodomía.